# Novodolinske
Novodolinske (en ucraniano: Новодолинське) es un pueblo ucraniano perteneciente al óblast de Odesa. Situado en el suroeste del país, es parte del raión de Bolgrado y del municipio (hromada) de Budyak.

## Toponimia
Hasta 2024, el nombre oficial del lugar fue Nove Tarútine (en ucraniano: Нове Тарутине; en ruso: Новое Тарутино; en rumano: Tarutino Nou; en alemán: Neu Tarutino).

## Historia
En 2023, el grupo de trabajo de la Comisión Nacional de Estándares Lingüísticos Estatales incluyó a Nove Tarútine en la lista de asentamientos en Ucrania que pueden renombrarse como parte de las campañas de descomunización y la derusificación en Ucrania. El nombre elegido fue el nombre de Novodolinske, aprobado en la Rada Suprema el 19 de septiembre de 2024.

## Demografía
La evolución de la población de Novodolinske entre 1989 y 2001 fue la siguiente:
| 478                                                           | 564 |
| (Fuente: Cities & Towns of Ukraine y UKRAINE: Größere Städte) |     |

Según el censo de 2001, la lengua materna de la mayoría de los habitantes, el 46,1%, es el ucraniano; del 22,52%, el ruso; del 17,02% es el rumano; y del búlgaro, el 12,23%.